# ميك كارترايت
ميك كارترايت (بالإنجليزية: Mick Cartwright)‏ (1946 ببرمنغهام في المملكة المتحدة - ) هو لاعب كرة قدم بريطاني في مركز الظهير. لعب مع برادفورد سيتي ونوتس كاونتي ونادي دوفر.